# 思親会
思親会（ししんかい）は、法華宗系の新宗教である。本部は神奈川県伊勢原市にある。会員数は29,356人。

## 概要
- 名称:宗教法人 思親会
- 所在地:〒259-1102 神奈川県伊勢原市子易1459番地
- 創立年月日:1938年（昭和13年）2月11日
- 初代会長:井戸清行（開祖・思親清行大士）
- 2代目会長:遠藤多一
- 3代目会長:飯島正三
- 4代目会長:脇昌伸
- 5代目会長:飯島法道
- 本仏:久遠実成大恩教主釈迦牟尼世尊（くおんじつじょうだいおんきょうしゅしゃかむにせそん）
- 本尊:総体大曼荼羅御本尊（そうたいだいまんだらごほんぞん）
- 経典:法華三部経【無量義経（むりょうぎきょう）、妙法蓮華経（みょうほうれんげきょう）、仏説観普賢菩薩行法経（ぶっせつかんふげんぼさつぎょうほうきょう）】

## 教義
西田無学が提唱した在家による法華経の先祖供養を行う霊友会の教義を引き継ぎつつ、家庭から隣人、社会へ親しき思いをおくる（「妙法即思親」と呼称している）ことを柱にして、霊感御指導など思親会独自の活動をしている。
開祖・井戸清行を、本化浄行菩薩（法華経に登場する地湧の菩薩の一人）の再誕で、思親清行大士として尊崇する。

## 沿革
開祖・井戸清行は、28歳の頃から人生の矛盾を感じて宗教に関心を寄せるようになり、座禅を組んだり瞑想していたが、1921年（大正10年）2月15日、自宅で座禅していると仏陀とおぼしき尊像が浮かび「法華三部経を師とせよ」との宣告を受けたという。この後霊能力を開発したとして修行を重ねた。1923年（大正13年）に上京。土建業を営んでいたが、この間に国柱会の田中智学などを訪ねた。その後、1929年（昭和4年）に霊友会に入信し、第5支部長になった。しかし次第に霊友会に対して批判的になり、1937年（昭和12年）の霊友会本部新築落成の時に支部長職を罷免された。これを機に支部員からの強い要望のもと、1938年（昭和13年）2月11日に霊友会から340人を引率して離脱、立正敬祖・思親会と称して教団を設立。当初、会長職はなかったが、井戸と霊友会の第3支部長だった南博が副会長として就任。翌年の8月に井戸が推挙されて会長となった。
1950年（昭和25年）5月には空襲の戦災で本部が消失、北区中十条に仮事務所を開設し移転、同年10月に井戸が死去したため、妻の貞女を名誉会長とし、井戸の補佐役を務めた遠藤多一が第2代会長に就任。1951年（昭和26年）に北区下十条に本部思親精舎を完成させた。1972年（昭和47年）には神奈川県伊勢原市に思親大宮殿を建立し本部とする。1980年（昭和55年）に遠藤の死去により、大宮殿建立に功労した副会長の飯島正三が第3代会長となる。2002年（平成14年）に脇昌伸が4代会長就任。2011年（平成23年）に3代目会長の息子で、代表役員を勤めていた飯島法道が5代会長となる。

### 年表
- 1938年（昭和13年）霊友会から独立し、思親会と公称する。本部は東京都千代田区九段三丁目の靖国神社裏手に置く
- 1939年（昭和14年）井戸清行が初代会長に就任
- 1940年（昭和15年）本部を同じ東京・九段内に移転
- 1950年（昭和25年）井戸清行が死去
- 1951年（昭和26年）本部を東京都北区下十条に移転(思親精舎)
- 1951年（昭和26年）遠藤多一が2代会長に就任
- 1953年（昭和28年）文部省より宗教法人認証を受ける。
- 1954年（昭和29年）思親会歌を制定
- 1965年（昭和40年）開祖・井戸清行に思親清行大士と大士号が追号される。
- 1972年（昭和47年）本部を神奈川県伊勢原市子易に移転(思親大宮殿)
- 1980年（昭和55年）遠藤多一が死去したため飯島正三が3代会長に就任
- 1983年（昭和58年）10万人導き達成
- 2002年（平成14年）飯島正三が死去したため脇昌伸が4代会長に就任[2]
- 2011年（平成23年）脇昌伸が逝去したため飯島法道が5代会長に就任[3]